# Andrés Sánchez Marín
Andrés Sánchez Marín (Almansa, 1961) è un pilota motociclistico spagnolo ritiratosi dall'attività agonistica.

## Carriera
Andrés Sánchez Marín debutta nel motomondiale nel 1982 nella classe 125 in sella ad una MBA, partecipando alla stagione intera. Ottiene come miglior piazzamento un 14º posto al gran premio d'Olanda, non ottenendo punti validi per la classifica mondiale. L'anno seguente continua a correre nella stessa classe con la stessa moto, non andando però questa volta mai oltre il 23º posto e terminando nuovamente la stagione senza punti.
Non trovando un ingaggio per il 1984, Sánchez corre solamente il gran premio di San Marino, sempre su MBA, che conclude 22º e quindi senza conquistare punti. L'anno successivo, Sánchez ritrova un posto da titolare in 125. Ottiene il suo primo punto iridato in Spagna grazie al 10º posto in gara, piazzandosi una seconda volta a punti in Italia con un 8º posto e terminando 18º in classifica mondiale con 4 punti.
Nel 1986, Sánchez vince il titolo della classe 125 nel campionato spagnolo velocità, mentre nel 1986 ottiene 3 punti grazie all'8º posto conquistato nel gran premio di casa, classificandosi 20º. L'anno seguente Sánchez vince nuovamente il titolo della classe 125 spagnola e vive la sua miglior stagione mondiale in sella ad una Ducados, ottenendo il suo primo e unico podio con il 3º posto al gran premio di Cecoslovacchia e terminando 8º in classifica mondiale con 40 punti.
Per il 1988 Sánchez cambia nuovamente moto, stavolta salendo in sella ad una Rotax. Arriva al traguardo solamente in un'occasione, in Svezia, dove termina 26° e quindi non ottiene punti validi per la classifica mondiale. L'anno successivo partecipa solamente a 2 gare nella stagione tra classe 125 e classe 80 su JJ Cobas, senza ottenere punti in entrambe. Effettua la sua ultima apparizione mondiale come wild card al gran premio di Spagna 1992 nella classe 250 in sella ad una Honda, ritirandosi.

## Risultati nel motomondiale
| 1982 | Classe | Moto |     |     |    |     |    |    |    |     |    |     |   |   |    |    |  | Punti | Pos. |
| ---- | ------ | ---- | --- | --- | -- | --- | -- | -- | -- | --- | -- | --- | - | - | -- | -- |  | ----- | ---- |
| 1982 | 125    | MBA  | Rit | Rit | 16 | Rit | 18 | 14 | 19 | Rit | 24 | Rit | - | - | NE | NE |  | 0     |      |

| 1983 | Classe | Moto |    |     |    |    |     |    |     |    |   |   |  |     |  |  |  | Punti | Pos. |
| ---- | ------ | ---- | -- | --- | -- | -- | --- | -- | --- | -- | - | - |  | --- |  |  |  | ----- | ---- |
| 1983 | 125    | MBA  | NE | Rit | 23 | 31 | Rit | 26 | Rit | NQ | - | - |  | Rit |  |  |  | 0     |      |

| 1984 | Classe | Moto |    |  |  |    |  |  |    |  |    |  |  |    |  |  |  | Punti | Pos. |
| ---- | ------ | ---- | -- |  |  | -- |  |  | -- |  | -- |  |  | -- |  |  |  | ----- | ---- |
| 1984 | 125    | MBA  | NE |  |  | NE |  |  | NE |  | NE |  |  | 22 |  |  |  | 0     |      |

| 1985 | Classe | Moto |    |    |    |   |    |    |    |    |    |     |     |     |  |  |  | Punti | Pos. |
| ---- | ------ | ---- | -- | -- | -- | - | -- | -- | -- | -- | -- | --- | --- | --- |  |  |  | ----- | ---- |
| 1985 | 125    | MBA  | NE | 10 | 18 | 8 | 15 | NE | 13 | 17 | 16 | Rit | Rit | Rit |  |  |  | 4     | 18º  |

| 1986 | Classe | Moto |   |    |    |     |    |    |     |     |     |    |     |    |  |  |  | Punti | Pos. |
| ---- | ------ | ---- | - | -- | -- | --- | -- | -- | --- | --- | --- | -- | --- | -- |  |  |  | ----- | ---- |
| 1986 | 125    | MBA  | 8 | 15 | 27 | Rit | NE | 13 | Rit | Rit | Rit | 11 | Rit | 15 |  |  |  | 3     | 20º  |

| 1987 | Classe | Moto    |    |     |   |   |   |    |   |    |     |   |   |   |     |    |    | Punti | Pos. |
| ---- | ------ | ------- | -- | --- | - | - | - | -- | - | -- | --- | - | - | - | --- | -- | -- | ----- | ---- |
| 1987 | 125    | Ducados | NE | Rit | 6 | 6 | 6 | NE | 8 | 18 | Rit | 4 | 3 | 7 | Rit | NE | NE | 40    | 8º   |

| 1988 | Classe | Moto  |    |    |     |    |    |    |     |    |    |   |    |  |    |  |    | Punti | Pos. |
| ---- | ------ | ----- | -- | -- | --- | -- | -- | -- | --- | -- | -- | - | -- |  | -- |  | -- | ----- | ---- |
| 1988 | 125    | Rotax | NE | NE | Rit | NE | NQ | NQ | Rit | NQ | NP | - | NQ |  | 26 |  | NE | 0     |      |

| 1989 | Classe | Moto     |    |    |    |  |  |  |    |    |  |    |    |    |    |  |    | Punti | Pos. |
| ---- | ------ | -------- | -- | -- | -- |  |  |  | -- | -- |  | -- | -- | -- | -- |  | -- | ----- | ---- |
| 1989 | 80     | JJ Cobas | NE | NE | NE |  |  |  | NE | 18 |  | NE | NE | NE | NE |  | NE | 0     |      |

| 1989 | Classe | Moto     |  |  |    |    |  |  |  |    |  |  |  |  |  |  |  | Punti | Pos. |
| ---- | ------ | -------- |  |  | -- | -- |  |  |  | -- |  |  |  |  |  |  |  | ----- | ---- |
| 1989 | 125    | JJ Cobas |  |  | NE | NQ |  |  |  | NE |  |  |  |  |  |  |  | 0     |      |

| 1992 | Classe | Moto  |  |  |  |     |  |  |  |  |  |  |  |  |  |  |  | Punti | Pos. |
| ---- | ------ | ----- |  |  |  | --- |  |  |  |  |  |  |  |  |  |  |  | ----- | ---- |
| 1992 | 250    | Honda |  |  |  | Rit |  |  |  |  |  |  |  |  |  |  |  | 0     |      |

| Legenda | 1º posto        | 2º posto            | 3º posto            | A punti      | Senza punti        | Grassetto – Pole position Corsivo – Giro più veloce |
| Legenda | Gara non valida | Non qual./Non part. | Ritirato/Non class. | Squalificato | '-' Dato non disp. | Grassetto – Pole position Corsivo – Giro più veloce |